# Shkólnoye (Krasnodar)
Shkólnoye (del ruso: Школьное) es un selo del raión de Beloréchensk del krai de Krasnodar, en Rusia. Se sitúa a orillas del río Psenafa, tributario por la izquierda del Labá, afluente del río Kubán, 15 km al norte de Beloréchensk y 67 km al este de Krasnodar, la capital del krai. Tenía 851 habitantes (2011).
Es cabeza del municipio Shkólnenskoye, al que pertenecen asimismo Novoalekséyevskoye, Mali Dukmasov, Sredni Dukmasov, Verbin, Amósov, Mali Brodovoi, Arjípovskoye, Bolshói Brodovoi, Potin, Chernígovski, Berezhnói, Lantratov, Kapustin, Leóntievskoye, Privolni y Novosiólovski.